# Lucie Bertaud
Pour les articles homonymes, voir Bertaud.
 (mars 2021).
Si vous disposez d'ouvrages ou d'articles de référence ou si vous connaissez des sites web de qualité traitant du thème abordé ici, merci de compléter l'article en donnant les références utiles à sa vérifiabilité et en les liant à la section « Notes et références ».
Lucie Bertaud, née le 3 mars 1985 à Thouars, est une combattante professionnelle française, quintuple championne de France et championne d'Europe de boxe, et vice-championne du monde de MMA.

## Sport de combat

### Boxe anglaise
Lucie Bertaud se dirige par hasard vers le Boxing Beats d'Aubervilliers (Seine-Saint-Denis).  Avec son nouvel entraîneur Saïd Bennajem, elle devient quintuple championne de France dans trois catégories de poids différentes ainsi que championne d'Europe, en battant la championne du monde  Klara Svensson (en), à Vejle au Danemark. 
Elle est la première femme à avoir intégré le pôle Sportifs de haut niveau de l'Institut national du sport, de l'expertise et de la performance (INSEP), dans l'optique d'une préparation pour les  Jeux olympiques de 2008 à Pékin.
Grâce à son statut, Lucie Bertaud intègre le programme pour sportifs de haut niveau en 2008, ce qui lui permet d'obtenir un diplôme de journalisme. 
En février 2012, après avoir échoué aux qualifications olympiques, elle met un terme à sa carrière, qui aura duré 12 ans.

### MMA
Lucie Bertaud signe en septembre 2018 avec l'American Top Team en Floride un contrat de combattante professionnelle. Forte de son expérience, elle revient dans l'hexagone, à l'heure où le MMA s'apprête à être légalisé.
Elle signe ainsi son premier gros contrat avec le Bellator MMA, et devient la première femme à combattre dans cette discipline à l'Accor Arena de Bercy.
Le 29 octobre 2021, après un an d'absence lié à sa participation à l'émission Koh-Lanta, elle dispute la deuxième édition de l'Hexagone MMA. Elle perd par KO technique face à Karla Benitez au troisième round, à la surprise générale, après avoir dominé tout le combat.
De retour à l'Accor Arena de Bercy, en mai 2022, Lucie Bertaud remporte un nouveau combat au Bellator MMA face à la championne de Taekwondo Katarzyna Sadura devant un public de 13 000 personnes.

## Filmographie

### Télévision
- En 2009, Lucie Bertaud joue un rôle de silhouette dans le téléfilm Tenir tête de Julia Cordonnier.

### Cinéma
- Au cinéma, Lucie Bertaud joue un rôle de journaliste sportive dans The Challenger, un film de Varante Soudjian, et Thomas Pone sorti en 2024.

### Clip
- Lucie Bertaud fait une apparition dans le clip de la chanson Fighting For 2 de Roya ft. Maitre Gims (2016). Elle y joue notamment l'alter-ego de Roya, la chanteuse principale qui se bat dans la vie comme au sens figuré.

## Médias

### Réalisatrice
En collaboration avec Esperanza production, et Antoine Dezert, Lucie Bertaud a réalisé deux documentaires : 
- La folie du MMA au Sénégal diffusé dans l'émission EnQuête d'Afrique sur Canal + International en 2023.

- La réunion, nouveau berceau des champions de MMA[4] diffusé sur France Télévisions en 2024.

### Émissions/jeux d'aventures
- 2021 : Koh-Lanta : Les Armes secrètes sur TF1 : candidate[5] finaliste aux côtés de Maxine Eouzan.
- 2025 : The Island : l'île du bagne sur M6 : participante